# Ernst Deussen
Franz Jacob Paul Ernst Deussen (* 28. September 1868 in Sagan; † 10. September 1944 in Leipzig) war ein deutscher Chemiker.

## Werdegang
Deussen besuchte die Fürstentumschule und das Gymnasium in Sagan. Nach seiner Ausbildung zum Pharmazeuten ging er 1895 zunächst an die Universität Berlin, danach nach Erlangen, wo er 1897 das pharmazeutische Staatsexamen und 1898 das Doktorexamen bestand.
1898 wechselte er an die Universität Leipzig und wurde dort Assistent am Laboratorium für angewandte Chemie. 1905 habilitierte er sich erfolgreich und hielt ab dem Wintersemester 1905 Lehrveranstaltungen ab.

## Werke (Auswahl)
- Ueber die Absorption der Uranylsalze, Leipzig: Barth, 1898
- Geschichtliches zur Stimulation von Saatgut. In: Carl, Mez/Alfred Mitscherlich (Hg): Botanisches Archiv. Zeitschrift für die gesamte Botanik, Bd. 37, Leipzig 1935.
- Beiträge zur Kenntnis der Monoterpene: Über Limonen und Carvon. (= Sonderabdruck. Berichte der Deutschen Chemischen Gesellschaft. Jg. 43, Heft 3), Co-Autor: Alfred Hahn.